# Rocca dell’Abisso
Rocca dell’Abisso – szczyt w Alpach Nadmorskich, części Alp Zachodnich. Leży na granicy między Włochami (Piemont) a Francją (Prowansja-Alpy-Lazurowe Wybrzeże). 
Pierwszego wejścia dokonał Lorenzo Pareto w 1832 r.